# Coppa Italia 1962/63
Die Coppa Italia 1962/63, den Fußball-Pokalwettbewerb für Vereinsmannschaften in Italien der Saison 1962/63, gewann Atalanta Bergamo. Atalanta setzte sich im Endspiel gegen den AC Turin durch und konnte die Coppa Italia zum ersten Mal überhaupt gewinnen. Mit 3:1 gewann die Mannschaft von Trainer Paolo Tabanelli und wurde Nachfolger des AC Neapel, der sich im Vorjahr gegen SPAL Ferrara durchgesetzt hatte, diesmal aber bereits in der ersten Runde ausschied.
Als italienischer Pokalsieger 1962/63 qualifizierte sich Atalanta Bergamo für den Europapokal der Pokalsieger des folgenden Jahres, wo schon in der ersten Runde gegen den portugiesischen Vertreter Sporting Lissabon das Aus kam.

## 1. Runde
|                   | Ergebnis        |                   |
| ----------------- | --------------- | ----------------- |
| Lazio Rom         | 0:3             | AC Florenz        |
| Udinese Calcio    | 0:3             | CFC Genua         |
| US Cagliari       | 1:5             | AS Rom            |
| FC Catanzaro      | 3:0             | SPAL Ferrara      |
| FC Messina        | 2:1             | AC Neapel         |
| AS Bari           | 1:0             | US Palermo        |
| AC Como           | 2:4 n. V.       | Atalanta Bergamo  |
| AS Cosenza        | 3:4 n. V.       | CC Catania        |
| US Alessandria    | 0:5             | Inter Mailand     |
| AC Padova         | 2:1             | Lanerossi Vicenza |
| AC Parma          | 0:1             | AC Mailand        |
| Pro Patria Calcio | 1:2             | Sampdoria Genua   |
| US Triestina      | (M)1:1 n. V.(M) | AC Turin          |
| US Sambenedettese | 0:1             | FC Bologna        |
| Foggia Incedit    | 3:0             | FC Modena         |
| AC Brescia        | 2:5             | Juventus Turin    |
| Simmenthal Monza  | 2:3             | AC Venedig        |
| FC Lucca          | (M)1:1 n. V.(M) | AC Mantova        |
| Hellas Verona     | 3:0             | AC Lecco          |

### Playoff
|                | Ergebnis |                |
| -------------- | -------- | -------------- |
| AC Florenz     | 0:2      | CFC Genua      |
| AS Rom         | 3:1      | FC Catanzaro   |
| Foggia Incedit | 0:2      | Juventus Turin |

## Achtelfinale
|                  | Ergebnis              |                 |
| ---------------- | --------------------- | --------------- |
| AS Rom           | 2:5                   | CFC Genua       |
| Atalanta Bergamo | 2:1                   | CC Catania      |
| AC Mailand       | 0:1                   | Sampdoria Genua |
| FC Bologna       | 2:2 n. V. (3:4 i. E.) | AC Turin        |
| Juventus Turin   | 3:1                   | AC Venedig      |
| AS Bari          | 2:0                   | FC Messina      |
| Hellas Verona    | 1:1 n. V. (6:5 i. E.) | FC Lucca        |
| Inter Mailand    | 1:2                   | AC Padova       |

## Viertelfinale
|                  | Ergebnis  |               |
| ---------------- | --------- | ------------- |
| Atalanta Bergamo | 2:0       | AC Padova     |
| AS Bari          | 2:1 n. V. | CFC Genua     |
| Sampdoria Genua  | 0:2       | AC Turin      |
| Juventus Turin   | 0:1       | Hellas Verona |

## Halbfinale
|                  | Ergebnis |               |
| ---------------- | -------- | ------------- |
| AC Turin         | 2:1      | Hellas Verona |
| Atalanta Bergamo | 1:0      | AS Bari       |

## Finale
| Atalanta Bergamo                          | Atalanta Bergamo | AC Turin | AC Turin |
| ----------------------------------------- | --- | --- | -------- |
| Atalanta Bergamo                          | \| Finale \| \| 2. Juni 1963 in Mailand (Stadio San Siro) \| \| Ergebnis: 3:1 (1:0) \| \| Schiedsrichter: Antonio Sbardella \| | \| Finale \| \| 2. Juni 1963 in Mailand (Stadio San Siro) \| \| Ergebnis: 3:1 (1:0) \| \| Schiedsrichter: Antonio Sbardella \|                                                                                 | AC Turin |
| Atalanta Bergamo                          | Pierluigi Pizzaballa – Alfredo Pesenti, Franco Nodari, Giorgio Veneri, Piero Gardoni – Umberto Colombo, Salvatore Calvanese, Flemming Nielsen, Angelo Domenghini – Mario Mereghetti, Luciano Magistrelli Cheftrainer: Paolo Tabanelli | Lido Vieri – Fabrizio Poletti, Luciano Buzzacchera, Enzo Bearzot, Remo Lancioni – Roberto Rosato, Giorgio Ferrini, Giancarlo Danova, Carlo Crippa – Gerry Hitchens, Joaquín Peiró Cheftrainer: Giacinto Ellena | AC Turin |
| Atalanta Bergamo                          | 1:0 Angelo Domenghini (4.) 2:0 Angelo Domenghini (49.) 3:0 Angelo Domenghini (82.) | 3:1 Giorgio Ferrini (84.) | AC Turin |
| Finale                                    | | |          |
| 2. Juni 1963 in Mailand (Stadio San Siro) | | |          |
| Ergebnis: 3:1 (1:0)                       | | |          |
| Schiedsrichter: Antonio Sbardella         | | |          |